# Adieu à Venise
Ne doit pas être confondu avec Adieu, Venise provençale.
Pour plus de détails, voir Fiche technique et Distribution.
Adieu à Venise (Anonimo veneziano) est un film italien réalisé par Enrico Maria Salerno, sorti en 1970.

## Synopsis
À Venise, Enrico fait venir sa femme, Valeria, d’avec laquelle il est séparé depuis 7 ans et qui a depuis refait sa vie. Elle vit désormais avec un notable de Ferrare, avec lequel elle élève deux enfants, dont Giorgio, l’aîné qu’elle a eu avec Enrico. 
Lui est premier hautbois à l’orchestre de La Fenice, mais il n’est pas parvenu à devenir un grand musicien. 
Valeria arrive à Venise sans savoir la raison de cette rencontre, pensant venir régler des contentieux concernant leur mariage ou la garde de leur fils, alors que la loi italienne n’autorise encore pas le divorce à l’amiable. 
En réalité, au fur et à mesure qu’elle redécouvre son ancien amant, elle se rend compte de l’inquiétant état de sa santé. 

## Distribution
- Florinda Bolkan (V.I. : Maria Pia Di Meo) : Valeria
- Tony Musante (V.I. : Sergio Graziani) : Enrico
- Toti Dal Monte (V.I. : Lydia Simoneschi) : Madame Gemma
- Stelvio Cipriani